# MUSIC FOCUS
『MUSIC FOCUS』（ミュージック・フォーカス）は、千葉テレビ放送（チバテレ）制作で、全国22局ネットで放送されていた30分の音楽情報番組。

## 概要

### 放送開始 - 2010年9月
- 約4年間続いた『MU-GEN』の後継番組として放送を開始した音楽情報番組。
- 番組前半では、毎週1組のアーティストを特集し、楽曲制作の様子の密着、アルバムの全曲紹介、アーティスト本人へのインタビューなどで構成され、アーティストに深く迫っていく番組である。後半は数組のアーティストの最新情報を伝える。
- 主にB'z・倉木麻衣・ZARD・愛内里菜などのビーイング所属のアーティストの情報を伝えている。
- 「MU-GEN」放送当時には、オープニングテーマ・エンディングテーマの両方があったが、当番組では、エンディングテーマのみである。
- 番組は基本的には、ナレーターのみで進行する。
- 放送開始日からMusingでネット配信され、ダウンロードを行なっての視聴も可能である。

### 2010年10月 - 2012年3月
- 2010年10月からは番組内容がリニューアルされ、女性モデルのロビンソン・ティファニーとアニメーションで登場する「フォーカス君」が番組を進行する。2011年8月も以て、ロビンソンはレギュラーから卒業し、同年9月よりREAL REACHがレギュラー入りとなった。
- フォーカス君の声はコアの梶本貴史。
- 都内各地のライブハウスがお勧めするインディーズアーティストを紹介するコーナーが新たに設けられた。
- もの凄く細い道をデブが全力疾走するというミニコーナーが設けられた。これをたまたま見ていたお笑い芸人のEE男が「最高の企画!」とラジオで絶賛した。
- ビーイングアーティストの最新情報は番組の前半と後半で紹介されるが、JAY'ED、JUJU、FLiPなど、ビーイング系以外のアーティストを取り上げる場合もあった。

- 2012年3月28日のチバテレ放送分で番組は終了。2012年4月以降は、『MUSIC LAUNCHER』としてリニューアルされる。

## 過去の特集
放送日はチバテレを基準とする。

## 歴史
番組放送日は原則CS放送の初回放送日とする

1996年04月03日に、千葉テレビにて「BOOMs」としてオンエアー開始。途中から各地ローカル局でも放送開始する。

1997年10月02日より、Music Freak TVでもオンエアーを開始。(2000年12月28日初回放送まで)

2001年01月04日より、番組名を「メッチャE!」と改め放送開始。(2002年09月25日初回放送まで 全91回)

2002年10月02日より、番組リニューアル、新たに放送回1回から「メッチャE!」放送開始。(2003年09月24日初回放送まで 全52回)

2003年10月03日より、番組名を「CD NEWS」と改め放送開始。(2005年01月06日初回放送まで 全67回)

2005年01月13日より、番組名を「Mu-GEN」と改め放送開始。(2009年03月26日初回放送まで 全220回)

2009年04月01日より、番組名を「MUSIC FOCUS」と改め放送開始。(2012年03月28日まで)

## ネット局・放送時間
前番組の「MU-GEN」のネット局は32局だったが、本番組では10局減少し、22局ネットで放送している。

### 地上波
| 放送対象地域   | 放送局                                 | 系列                          | 放送日時                 | 放送日の遅れ  |
| -------------- | -------------------------------------- | ----------------------------- | ------------------------ | ------------- |
| 千葉県         | 千葉テレビ放送（CTC、チバテレ） 制作局 | JAITS                         | 水曜 24時00分 - 24時30分 | 本放送        |
| 京都府         | 京都放送（KBS）                        | JAITS                         | 水曜 25時00分 - 25時30分 | 1時間遅れ     |
| 高知県         | 高知放送（RKC）                        | 日本テレビ系列                | 水曜 25時24分 - 25時54分 | 1時間24分遅れ |
| 長野県         | 信越放送（SBC）                        | TBS系列                       | 水曜 25時25分 - 25時55分 | 1時間25分遅れ |
| 愛媛県         | あいテレビ（ITV）                      | TBS系列                       | 木曜 25時00分 - 25時30分 | 1日遅れ       |
| 岡山県・香川県 | 山陽放送（RSK）                        | TBS系列                       | 金曜 25時25分 - 25時55分 | 2日遅れ       |
| 岐阜県         | 岐阜放送（GBS、ぎふチャン）            | JAITS                         | 金曜 25時45分 - 26時15分 | 2日遅れ       |
| 広島県         | 広島ホームテレビ（HOME）               | テレビ朝日系列                | 土曜 25時30分 - 26時00分 | 3日遅れ       |
| 埼玉県         | テレビ埼玉（TVS、テレ玉）              | JAITS                         | 土曜 26時30分 - 27時00分 | 3日遅れ       |
| 福島県         | テレビユー福島（TUF）                  | TBS系列                       | 日曜 24時50分 - 25時20分 | 4日遅れ       |
| 島根県・鳥取県 | 山陰放送（BSS）                        | TBS系列                       | 日曜 24時50分 - 25時20分 | 4日遅れ       |
| 奈良県         | 奈良テレビ（TVN）                      | JAITS                         | 日曜 25時30分 - 26時00分 | 4日遅れ       |
| 岩手県         | テレビ岩手（TVI）                      | 日本テレビ系列                | 月曜 24時59分 - 25時29分 | 5日遅れ       |
| 大分県         | テレビ大分（TOS）                      | 日本テレビ系列 フジテレビ系列 | 月曜 25時29分 - 25時59分 | 5日遅れ       |
| 北海道         | 札幌テレビ（STV）                      | 日本テレビ系列                | 月曜 26時09分 - 26時39分 | 5日遅れ       |
| 群馬県         | 群馬テレビ（GTV）                      | JAITS                         | 火曜 24時00分 - 24時30分 | 6日遅れ       |
| 青森県         | 青森テレビ（ATV）                      | TBS系列                       | 火曜 25時00分 - 25時30分 | 6日遅れ       |
| 沖縄県         | 琉球朝日放送（QAB）                    | テレビ朝日系列                | 火曜 25時15分 - 25時45分 | 6日遅れ       |
| 新潟県         | 新潟放送（BSN）                        | TBS系列                       | 火曜 25時20分 - 25時50分 | 6日遅れ       |
| 石川県         | 北陸朝日放送（HAB）                    | テレビ朝日系列                | 火曜 25時20分 - 25時50分 | 6日遅れ       |
| 静岡県         | 静岡第一テレビ（SDT）                  | 日本テレビ系列                | 火曜 25時34分 - 26時04分 | 6日遅れ       |
| 三重県         | 三重テレビ放送（MTV）                  | JAITS                         | 火曜 26時20分 - 26時50分 | 6日遅れ       |

### CS衛星放送（スカパー!、スカパー!e2）
| 放送対象地域 | 放送局                 | 系列 | 放送日時         | 放送日の遅れ |
| ------------ | ---------------------- | ---- | ---------------- | ------------ |
| 日本全国     | Music Japan TV（MJTV） | なし | 公式ページを参照 | 不明         |

## 放送終了した放送局
- 仙台放送（OX）：〜2011年12月
- 四国放送（JRT）：2009年4月6日〜2009年11月30日
- テレビ山口（tys）：〜2009年11月24日
- 福岡放送（FBS）：〜2011年12月

## テーマソング

### オープニング
- 2011年1月 Jam9『チャイム〜俺たちの絆〜』
- 2011年2月 近藤夏子『うつむきスマイル』
- 2011年6月 Rake『100万回の「I love you」』
- 2011年8月 JAY'ED×若旦那（湘南乃風）『Toy box』
- 2011年9月 NO DOUBT FLASH『BABY & BABY』
- 2011年10月 JUJU『また明日...』
- 2011年11月 Sonar Pocket『365日のラブストーリー』
- 2011年12月 jyA-Me『Love me 〜もう泣かないから〜 feat. CLIFF EDGE』
- 2012年1月 奥華子『シンデレラ』
- 2012年2月 LGYankees『ボクでいいよね 〜愛のうた〜 feat. LGMonkees』
- 2012年3月 Rake『フタリヒトツ』

### エンディング
- 2009年4月 倉木麻衣『PUZZLE』
- 2009年5月前半 羽田裕美『君に逢いたくなったら…』
- 2009年5月後半 ZARD『素直に言えなくて』
- 2009年6月 倉木麻衣『Beautiful』
- 2009年7月 Chicago Poodle『ナツメロ』
- 2009年8月前半 不明
- 2009年8月後半 滴草由実『Endless Summer』
- 2009年9月 倉木麻衣『わたしの、しらない、わたし。』
- 2009年10月 B'z『MY LONELY TOWN』『イチブトゼンブ-Ballad Version-』
- 2009年11月 B'z『イチブトゼンブ』
- 2009年12月 BREAKERZ『LOVE FIGHTER 〜恋のバトル〜』
- 2010年1月 Hundred Percent Free『Hello Mr. my yesterday』
- 2010年2月 GARNET CROW『As the Dew』
- 2010年3月前半 倉木麻衣『永遠より ながく』
- 2010年3月後半 倉木麻衣『Drive me crazy』
- 2010年4月 GARNET CROW『Over Drive』
- 2010年5月 Chicago Poodle『Fly 〜風が吹き抜けていく〜』
- 2010年6月 MASTERLINK『Traveling』
- 2010年7月 BREAKERZ『激情』
- 2010年8月 倉木麻衣『SUMMER TIME GONE』
- 2010年9月 - 10月前半 Hundred Percent Free『ROCK CLIMBER』
- 2010年10月後半 - 11月前半 BREAKERZ『BUNNY LOVE』
- 2010年11月後半 倉木麻衣『FUTURE KISS』
- 2010年12月 B'z『HOME』
- 2011年1月 Hundred Percent Free『十五夜クライシス 〜君に逢いたい〜』
- 2011年2月 AZU『Broken Heart』
- 2011年3月前半 Caos Caos Caos『tear drops』
- 2011年3月後半 倉木麻衣『1000万回のキス』
- 2011年4月 - 5月 BREAKERZ『月夜の悪戯の魔法/CLIMBER×CLIMBER』
- 2011年6月 B'z『Don't Wanna Lie』
- 2011年7月 BREAKERZ『LAST ✝ PRAY/絶対! I LOVE YOU』
- 2011年8月前半 B'z『C'mon』
- 2011年8月後半 GARNET CROW『Misty Mystery』
- 2011年9月 JAY'ED×JUJU『永遠はただの一秒から』
- 2011年10月 佐藤史果『からっぽ』
- 2011年11月 倉木麻衣『Strong Heart』
- 2011年12月 Soner Pocket『でも…。でも…。でも…。』
- 2012年1月 きゃりーぱみゅぱみゅ『つけまつける』
- 2012年2月 JUNIEL『さくら〜とどかぬ想い〜』
- 2012年3月 Flower『SAKURAリグレット』

## キャスト・スタッフ
- 企画・構成：若井優介
- リサーチ：今井健太
- ニューワード調査団：政雄(REAL REACH)・悠-suke(REAL REACH)・Yo-suke(REAL REACH)・ys(REAL REACH)
- フォーカス君(声)：梶本貴史
- ランラン(声)：八代優
- 撮影：文化工房
- ナレーション：瀬戸歩
- ＭＡ：名塚真人(P's studio)
- 編集：河野滋
- 演出：北林舞
- 総合演出：早野裕史
- プロデューサー：大野剛史・兼平良太